# Józef Horst
Józef Horst (ur. 22 marca 1914 w Zakrzewie, zm. 3 lutego 1942 w Brandenburgu) – podharcmistrz Związku Harcerstwa Polskiego w Niemczech, działacz narodowy mniejszości polskiej w międzywojennych Niemczech, członek Związku Polaków w Niemczech.

## Życiorys
Urodził się w rodzinie Antoniego Horsta, działacza narodowego w Zakrzewie i Gertrudy Brzostowicz. Zakrzewo Niemcy nazywali „małą Warszawą”. Był absolwentem Seminarium Nauczycielskiego w Bydgoszczy. Pełnił funkcję komendanta hufca harcerskiego w Złotowie. W 1936 roku zdobył stopień podharcmistrza (według innego źródła harcmistrza).
Po wybuchu II wojny światowej jego rodzina została wysiedlona z rodzinnego domu do Berlina, a Józef Horst wraz z trzema braćmi: Marianem, Tadeuszem i Ignacym zostali wcieleni do Wehrmachtu. Józef został wkrótce wysłany na front norweski. W 1940 roku został zwolniony z wojska i ponownie powołany w 1941, po czym w tym samym roku aresztowała go Abwehra pod zarzutem zdrady stanu. Po procesie został skazany na śmierć i ścięty w Brandenburgu. Dwaj pozostali bracia: Edmund oraz Stanisław, zostali uwięzieni w obozie koncentracyjnym Sachsenhausen. 
Józef Horst ożenił się z Ireną Groblewską. Z małżeństwa tego urodziła się córka Krystyna.

## Upamiętnienie
Józef Horst jest patronem Szkoły Podstawowej nr 138 w Warszawie.